# Barrio Quinto de Maxdá
Barrio Quinto de Maxdá är en ort i Mexiko.   Den ligger i kommunen Timilpan och delstaten Mexiko, i den sydöstra delen av landet, 80 km nordväst om huvudstaden Mexico City. Barrio Quinto de Maxdá ligger 2 722 meter över havet och antalet invånare är 193.
Terrängen runt Barrio Quinto de Maxdá är varierad. Runt Barrio Quinto de Maxdá är det ganska tätbefolkat, med 222 invånare per kvadratkilometer. Närmaste större samhälle är Atlacomulco, 10,7 km väster om Barrio Quinto de Maxdá. I omgivningarna runt Barrio Quinto de Maxdá växer i huvudsak blandskog.